# Liparetrus xanthotrichus
Liparetrus xanthotrichus är en skalbaggsart som beskrevs av Blanchard 1850. Liparetrus xanthotrichus ingår i släktet Liparetrus och familjen Melolonthidae. Inga underarter finns listade i Catalogue of Life.